# Melbourne Indoor 1985
Melbourne Indoor 1985 (також відомий за назвою спонсора як Black and Decker Indoor Championships) — тенісний турнір, що відбувся на закритих кортах з килимовим покриттям у Мельбурні (Австралія). Належав до Nabisco Grand Prix 1985. Тривав з 21 листопада до 27 листопада 1985 року.

## Переможці та фіналісти

### Одиночний розряд
Мартін Девіс —  Пол Еннекон, 6–4, 6–4.

### Парний розряд
Бред Дрюетт /  Matt Mitchell —  Девід Доулен /  Ндука Одізор, 4–6, 7–6, 6–4.